# Музей истории Тамбовской почты
Музей истории Тамбовской почты — тамбовский музей, экспозиция которого посвящена истории почтового дела в Тамбове. Музей расположен по адресу Советская улица, дом 114, город Тамбов.

## История
Здание, в котором сегодная находится музей, было построено в 1844 году для Тамбовской губернской публичной библиотеки. С 1993 года и по настоящее время здание занимает Управление федеральной почтовой связи Тамбовской области.
Музей был открыт в 2002 году по инициативе начальника Тамбовского областного производственно-технического управления связи Анатолия Дружинина. На протяжении нескольких лет для создания музейной экспозиции сотрудники тамбовской почты занимались поисками экспонатов, изучали архивы, посещали крупнейшие в стране музеи и работали с тамбовскими краеведами.

## Экспозиция
Музей состоит из двух тысяч экспонатов, охватывающие время зарождения и развития почтового дела в России и на Тамбовщине начиная с древнейших времён до сегодняшнего дня. Посетители имеют возможность познакомиться с историями людей, посвятивших свою жизнь почтовому делу. В Состав экспонатов входят письма и почтовые марки, фонари и колокольчики, сундуки и почтовый рожок, всевозможные письменные принадлежности, печати и штампы и многое другое. Отдельный тематический блок посвящен знаменитому уроженцу Тамбовского края — первому наркому почты и телеграфа РСФСР В. Н. Подбельскому.